# Nicolaes Vallet
Nicolaes of Nicolas Vallet (Corbeny ten noorden van Parijs, ca. 1583 – Amsterdam?, ca. 1645?) was een Nederlands luitist en componist van Franse afkomst.

## Leven en werk
Nicolaes Vallet vestigde zich rond 1613 in Amsterdam. Hij voorzag er in zijn levensonderhoud als vrij gevestigd musicus. In 1626 richtte hij met drie Engelse luitisten in Amsterdam een ensemble op waarmee hij op bruiloften en partijen speelde. Daarnaast begon hij een dansschool. Vallet onderhield contacten met hooggeplaatste personen in binnen- en buitenland, wat niet kon verhinderen dat hij in 1633 in ernstige financiële moeilijkheden terechtkwam.
Vallets belang als componist berust op de vier bundels met luitcomposities die in de periode 1615 tot 1620 zijn uitgegeven. Twee daarvan bevatten wereldlijke muziek, de andere twee psalmbewerkingen voor zangstem en luit. De wereldlijke stukken bestaan enerzijds uit eigen composities in een semi-polyfone stijl, anderzijds uit bewerkingen van oude en nieuwe Franse dansvormen als pavanes, gaillardes, bourrées en courantes, alsmede uit variaties over bekende volksmelodieën. De psalmbewerkingen doen vermoeden dat Vallet zich oriënteerde op orgelimprovisaties van Jan Pieterszoon Sweelinck.

## Uitgegeven werken
- Secretum Musarum, in quo vera et genuina testudinem dextre simul et prompte pulsandi ratio ad amussim proponitur, Amsterdam, 1615 (derde herdruk van 1618 als Paradisus Musicus Testudinis)
- Het Tweede Boeck Van De Luyt-Tablatuer, Ghenoemt Het Gheheymnisse der sangh-goddinnen / Le second livre de tablature de luth; intitulé Le Secret des Muses, Contenant plusieurs belles pièces non encor ouyes par ci-deuant, fort faciles et utiles pour tous amateurs. Ensemble plusieurs autres pièces mises en Tablature selon la mode, plus belle, et plus facile qui se puisse trouver, entrautres quelques pièces mises pour jouer à quatre Luts différemment accordez[2], Amsterdam, 1616
- Een en twintich Psalmen Davids/Vingt et un pseaumes de David, Amsterdam, 1615
- Regia Pietas, Amsterdam, 1620
- Apolloos soete lier, 1642

## Discografie
- Nicolas Vallet, Le Secret des Muses, Jerome Blum, Brian Feehan, et al., Astree, 1997
- Nicolas Vallet, Le Secret des Muses 1615-1616, Paul O'Dette, Harmonia Mundi, 2004
- Nicolas Vallet, Le Secret des Muses, Nigel North, Atma, 2006
- Calvijn in de Gouden Eeuw, Camerata Trajectina, Globe, 2009

- Bibsys: 5054590
- Biblioteca Nacional de España: XX1758868
- Bibliothèque nationale de France: cb122701982 (data)
- Gemeinsame Normdatei: 12316544X
- International Standard Name Identifier: 0000 0000 8135 4329
- Library of Congress Control Number: n84016651
- MusicBrainz: eda59767-9520-4726-90b0-48fc294ca66f
- Nationale Bibliotheek van Tsjechië: jo20241239931
- Nationale bibliotheek van Australië: 49787828
- Nationale Bibliotheek van Israël: 987007269332605171
- Nationale Bibliotheek van Polen: a0000003637659
- Nederlandse Thesaurus van Auteursnamen: 072196483
- Réseau des bibliothèques de Suisse occidentale: 02-A003926087
- Istituto Centrale per il Catalogo Unico: SBLV306607
- Système universitaire de documentation: 031498574
- Virtual International Authority File: 56669222
- WorldCat: E39PBJgCRdFhCXjfQTtr9pCRKd